# 波尔岛
49°11′S 69°36′E / 49.183°S 69.600°E

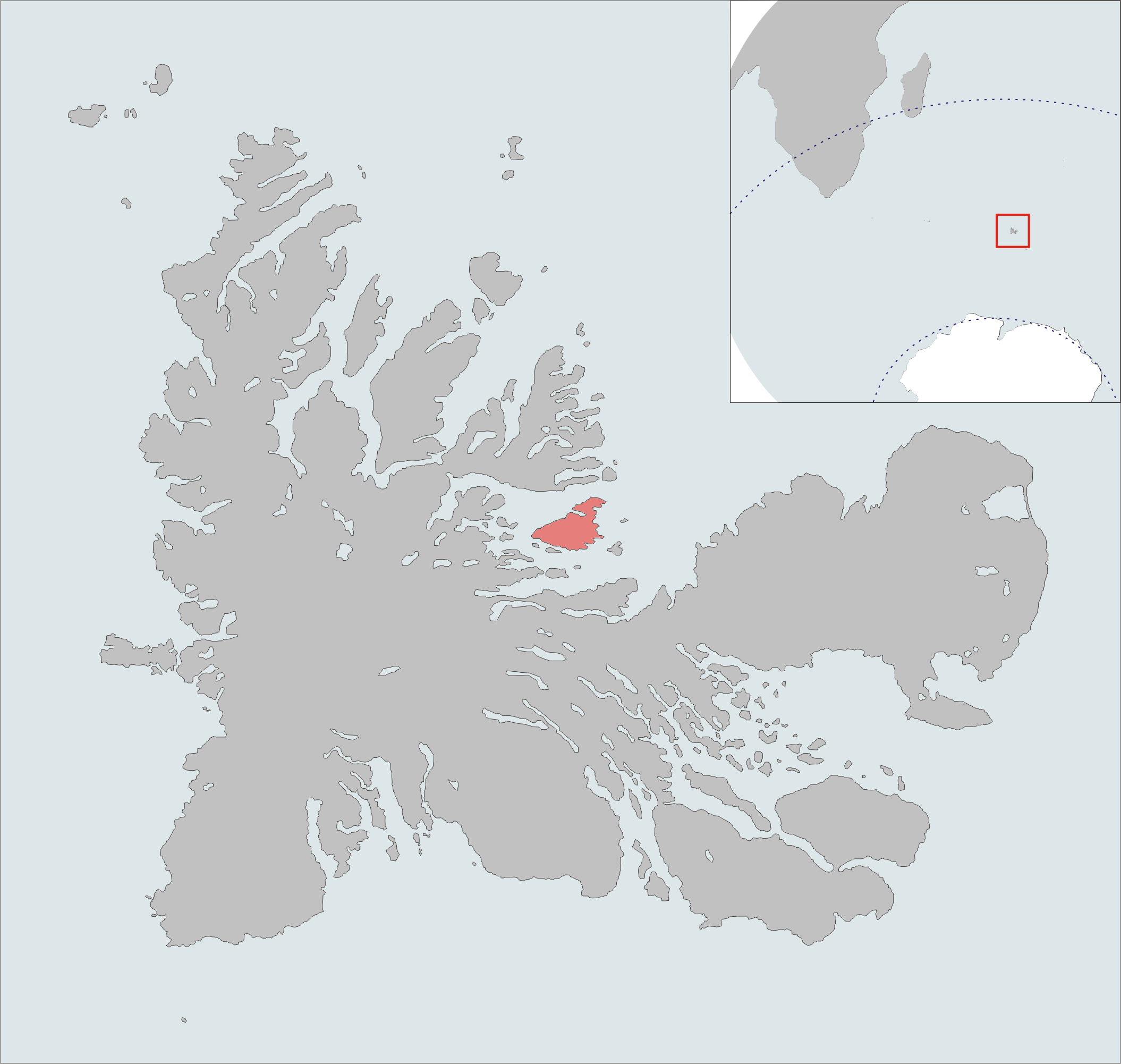

波爾島（法語：Île du Port，發音：[il dy pɔʁ]），是南極洲法屬南部領地的島嶼，屬於凱爾蓋朗群島的一部分，面積43平方公里，最高點海拔高度340米，島上無人居住。